# Scaptodrosophila framire
Scaptodrosophila framire är en tvåvingeart som först beskrevs av Burla 1954.  Scaptodrosophila framire ingår i släktet Scaptodrosophila och familjen daggflugor. Inga underarter finns listade i Catalogue of Life.